# Baltischer Schachbund
Der Baltische Schachbund war der Schachverband der baltischen Schachspieler. Er bestand von 1898 bis zum Ende des Ersten Weltkrieges.

## Hintergrund
Die Idee eines Schachverbandes in den russischen Ostseeprovinzen bildete sich in den 1890er Jahren heraus. Die 1877 erfolgte Gründung des Deutschen Schachbundes (DSB) und die sich anschließende Serie der DSB-Kongresse wirkte nicht nur auf die deutschbaltischen Schachspieler anregend. Es bestanden außerdem zu der Zeit bereits eine Anzahl aktiver Schachklubs, darunter die Vereine in Riga und Dorpat.
Eine wesentliche Rolle bei der praktischen Umsetzung spielte 1897 eine Rundreise Michail Tschigorins durch das Baltikum. Der stärkste russische Meister besuchte nacheinander Riga, Jurjew (Dorpat), Reval und Libau und unterstützte die Idee der geplanten Vereinigung. Auch die Nähe zur Hauptstadt Sankt Petersburg begünstigte den Zusammenschluss, der dem 1914 gegründeten Allrussischen Schachverband schließlich um anderthalb Jahrzehnte vorausging.

## Geschichte des Schachbundes
Auf Initiative des örtlichen Schachklubs wurde am 2. April 1898 in Riga eine Versammlung der Schachvereine Livlands und Estlands einberufen. Das Ergebnis war der Beschluss, den „Baltischen Schachbund“ zu gründen. Zu dessen Hauptaufgaben zählten die Popularisierung des Schachspiels im Baltikum und, angelehnt an das deutsche Vorbild, die regelmäßige Organisierung von Schachkongressen mit Haupt- und Nebenturnier. Zum Ersten Sekretär wurde von 1898 bis 1901 Friedrich Amelung bestimmt, ihm folgten zwischen 1901 und 1913 E. Henne und von 1913 bis 1914 August Lüth.
Mit Verlauf und Ende des Ersten Weltkrieges zerfiel der Baltische Schachbund. Er kann als Vorläufer der Schachorganisationen in den nach 1918 unabhängigen Staaten Estland und Lettland angesehen werden.

## Die Kongresse
| Nr. | Zeitpunkt                | Ort    | Ergebnisse im Hauptturnier |
| --- | ------------------------ | ------ | --- |
| 1.  | April 1899               | Riga   | Sieger: Robert Behting (Riga) 7½ aus 11, nach Stichkampf gegen Carl Wilhelm Rosenkrantz vor Carl Behting und Hans Seyboth.                                         |
| 2.  | April 1901               | Jurjew | 1.–4. Carl Behting, Wilhelm von Stamm (beide Riga), W. Sohn (Pernau), Rosenkrantz (Libau) 5 aus 7                                                                  |
| 3.  | April 1904               | Reval  | 1.–2. Bernhard Gregory (Reval), W. Ostrogski (Moskau) 6½ aus 9 |
| 4.  | September – Oktober 1907 | Riga   | Zwei Vorgruppen mit 16 Teilnehmern, die ersten Drei gelangten ins Finale: 1. Rosenkrantz (Sankt Petersburg) nach 1:0 im Stichkampf 2. S. Lurie (Jurjew) je 4 aus 5 |
| 5.  | April 1911               | Libau  | Sieger: Arwid Kubbel (Riga) 12 aus 15 |
| 6.  | April 1913               | Mitau  | Sieger: A. Hartmanis (Riga) 11½ aus 14 |
| 7.  | 1916                     | Jurjew | nicht stattgefunden |

## Schachpublizistik im Baltikum
Die Baltischen Schachblätter sind eine zentrale Quelle für die Geschichte des Schachbundes. 1888 bis 1908 wurden acht Ausgaben, die etwa alle zwei bis drei Jahre erschienen, von Amelung herausgegeben. Neben dem historischen Teil enthielten sie gesammelte Partien aus dem Baltikum sowie Nachdrucke von Schachkompositionen vorwiegend aus der lokalen Presse. Ab Heft 9 wurden die Baltischen Schachblätter von Carl Behting und Paul Kerkovius herausgegeben. Letzterer besaß in Riga, Domplatz 5, die Buchdruckerei des Rigaer Tageblatts, in dem der Rigaer Schachklub eine Schachrubrik redigierte.
Ausdruck des intensiven Schachlebens der Region waren zahlreiche Schachspalten in baltischen Zeitungen, darunter neben dem Rigaer Tageblatt die Baltische Tageszeitung, ab November 1895 14-täglich die Feuilleton-Beilage „Für Haus und Familie“ der Düna-Zeitung (zunächst mit Andreas Ascharin, später mit Carl Behting als Redakteur) und ab 1890 die Revalsche Zeitung. Bereits 1881 hatte Friedrich Amelung im Revaler Beobachter eine wöchentliche Schachecke eingerichtet, die nach einiger Zeit von anderen weitergeführt wurde. Im Dezember 1896 wurde in der Rigaschen Rundschau unter der Leitung von Paul Kerkovius eine Schachspalte eröffnet, der Sankt-Petersburger Herold führte ab Ende 1892 unter der Redaktion von Hermann Clemenz und die St. Petersburger Zeitung ab Oktober 1895 unter Hans Seyboth ihre wöchentlich erscheinende Schachkolumne und schließlich seit Januar 1893 das Libauer Tageblatt unter der Redaktion von Carl Kupffer. Gelegentlich brachten die Neue Dorpater Zeitung und die Libausche Zeitung Schachpartien. Hinzu kam noch die in lettischer Sprache erscheinende Monatszeitschrift Austrums mit einer Schachrubrik von Heinrich Adolphi.